# Diaulo

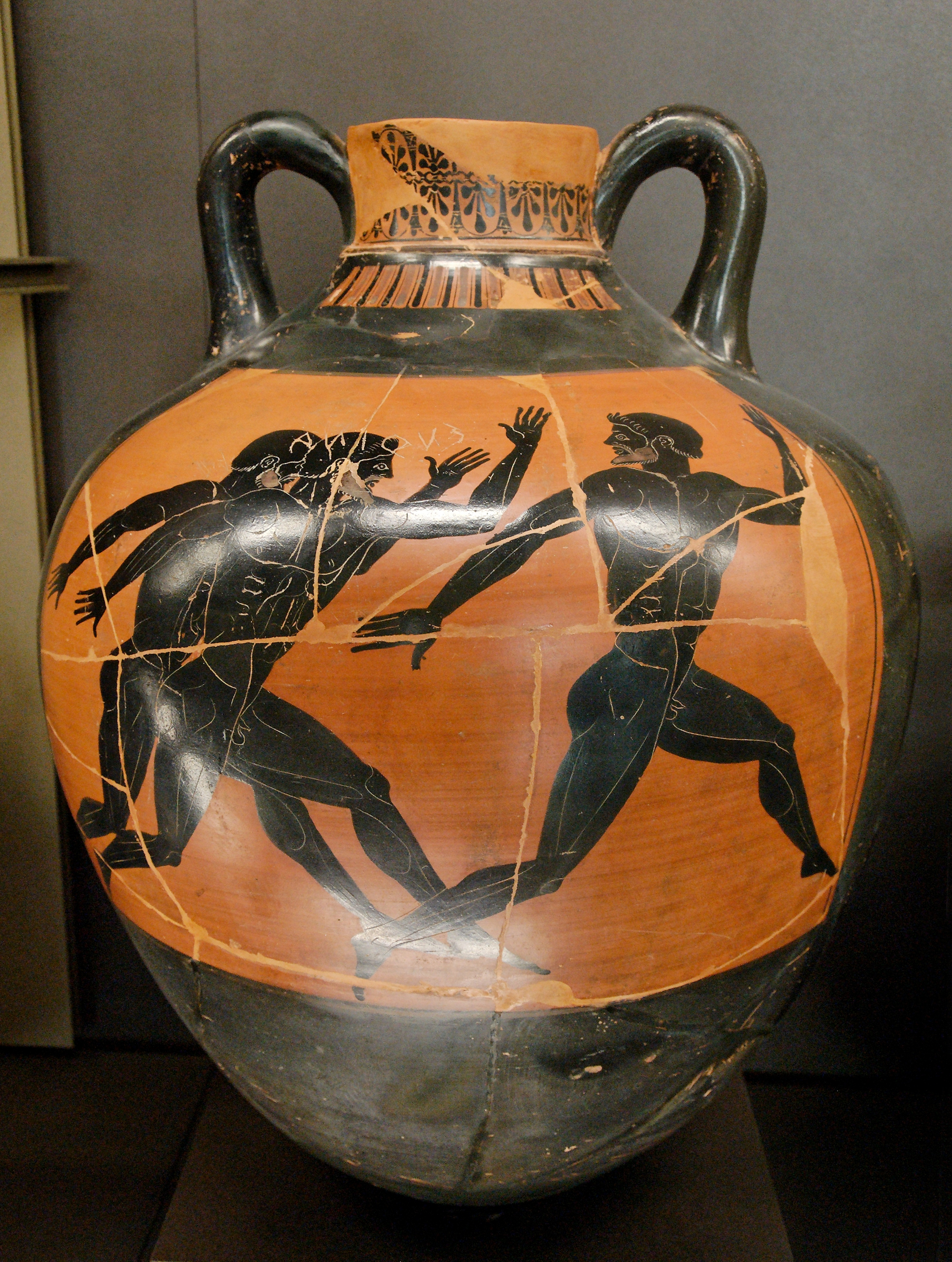
Gara di corsa, anfora panatenaica greca risalente al 500 a.C., conservata al Museo del Louvre

Il diaulo (greco: Δίαυλος) era una gara di corsa di lunghezza doppia rispetto allo stadio, introdotta nella quattordicesima olimpiade dei giochi olimpici antichi, nel 724 a.C

## Descrizione
La lunghezza di ogni corsa variava in base alla lunghezza dello stadium, in quanto il piede greco variava da una località all'altra: lo stadio a Olimpia era di 192.37 metri, mentre a Delfi misurava 177.5.
Gli atleti occupavano una corsia su due. Arrivati alla fine della pista, invertivano la corsa girando intorno a un palo καμπτήρ (kamptêr) e tornavano al posto di partenza. Le corsie erano tracciate con della terra bianca.